# Anna Giordano
Anna Giordano (1965) es una conservacionista italiana. Ornitóloga experimentada con un doctorado en ciencias naturales, Giordano es líder del World Wide Fund for Nature (WWF) en Sicilia y una respetada ambientalista en toda Europa;  ganó el Premio Medioambiental Goldman en 1998. Es conocida por su trabajo para la protección de las aves silvestres y contra los daños que causaría en el medio ambiente el puente sobre el estrecho de Messina.

## Biografía
Se unió a la Liga Italiana para la Protección de las Aves (LIPU) a la edad de seis años. En 1981, después de ver 17 pájaros disparados en el cielo por cazadores furtivos disparando desde búnkeres de cemento, se comprometió a luchar contra los cazadores furtivos. Desafiar a los hombres en la sociedad siciliana dominada por hombres, donde había una larga tradición de cazar aves rapaces migratorias, creó una abierta hostilidad hacia Giordano. Cuando comenzó a acosar a la policía, los guardabosques y las autoridades locales para que hicieran algo sobre la matanza ilegal, no la tomaron en serio. Pero ella persistió y, en 1984, comenzó a organizar campamentos de jóvenes de todo el mundo que se reunían cada primavera para observar las migraciones e informar a la policía cuando veían trabajando a los cazadores furtivos.
Los cazadores respondieron con amenazas e intimidación. En 1986 escapó por poco del tiroteo de su automóvil, y más tarde los cazadores furtivos irrumpieron en su casa. También le enviaron por correo un halcón muerto con una nota amenazadora. Después de este y otro incidente en el que ella y un grupo de jóvenes que monitoreaban la migración recibieron disparos, los agentes de la ley locales comenzaron a ayudar a Giordano en sus esfuerzos por detener la caza furtiva desenfrenada.
Ella ha declarado que en 1984, durante el primer campamento, contaron alrededor de 3100 rapaces y cigüeñas, y 1100 tiros, y en 2000, solo un poco menos de 35 000 rapaces y cigüeñas, y 5 tiros.
Entre 1996 y 2003, Anna Giordano fue directora de la Reserva Natural Saline di Trapani y Paceco, establecida por la Región Siciliana y gestionada por WWF.
Actualmente, Giordano lidera el equipo de WWF involucrado en la revisión de evaluaciones de impacto ambiental para propuestas de desarrollo en la Unión Europea e Italia. Entre 2007 y 2008, participó en la Evaluación de Impacto Ambiental y la Evaluación Ambiental Estratégica establecida por el Ministerio de Medio Ambiente italiano.